# Lichterfelde (Niederer Fläming)
Lichterfelde is een plaats in de Duitse deelstaat Brandenburg, ten zuidwesten van de hoofdstad Berlijn. Tot eind 1997 was Lichterfelde een deel van de toen opgeheven gemeente Werbig. Daarvoor was het tot 1962 een zelfstandige gemeente. Sinds 31 december 1997 is het een Ortsteil van de gemeente Niederer Fläming. Lichterfelde ligt één kilometer ten oosten van het iets grotere dorp Werbig, waar de Bundesstraße 102 doorheen loopt.

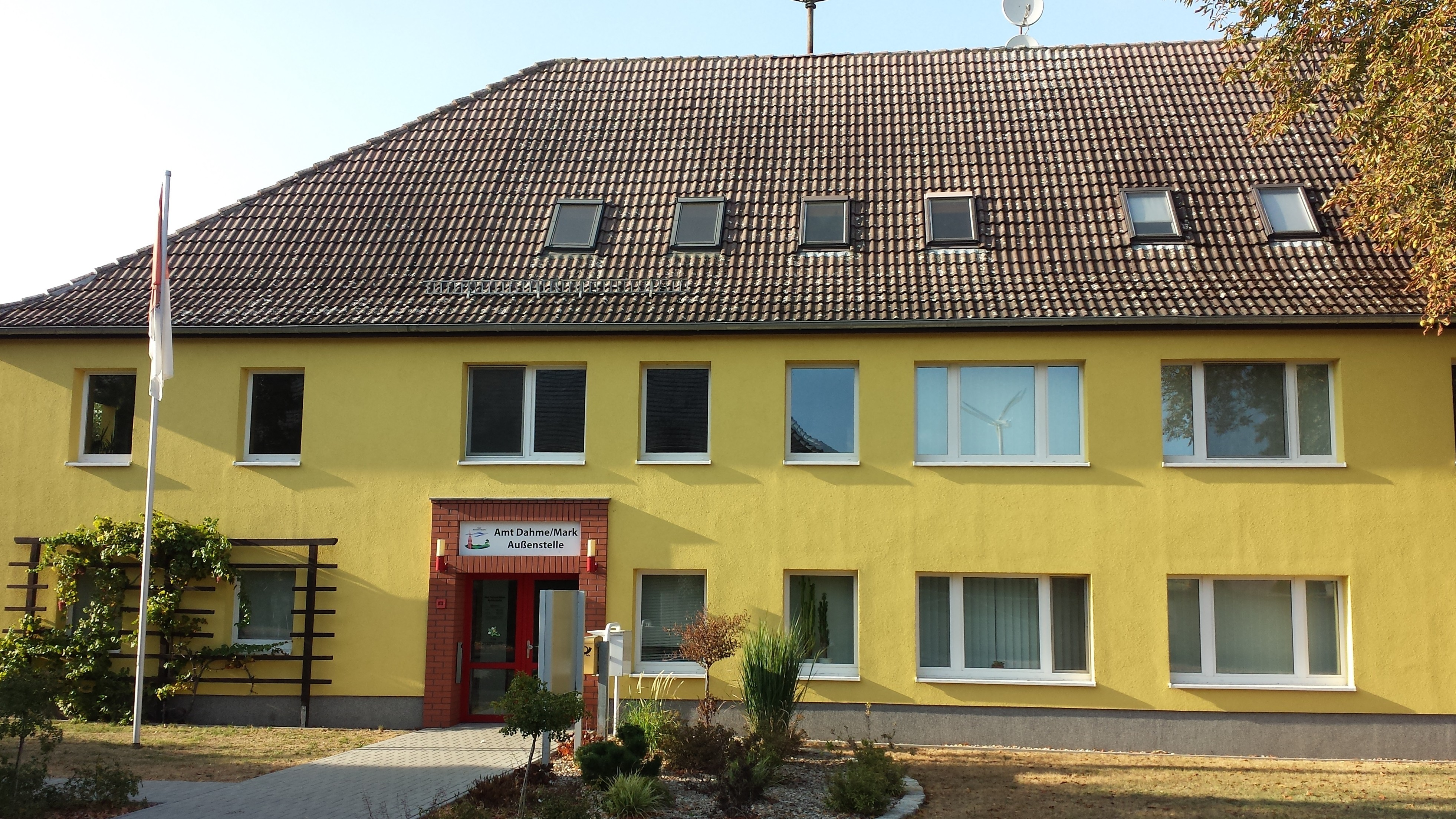
Dependance gemeentehuis (Amtsverwaltung) te Lichterfelde

De gemeente Niederer Fläming heeft geen eigen bestuur, maar behoort met drie andere tot het Amt Dahme/Mark, waarvan het bestuur te Dahme zetelt. Te Lichterfelde staat voor de gehele gemeente een dependance van deze Amtsverwaltung.
Lichterfelde is waarschijnlijk in de 13e eeuw (oudste schriftelijke vermelding in 1279) door Vlamingen gesticht in het kader van de Oostkolonisatie. Tot op de huidige dag bleef het een klein boerendorp van weinig economische betekenis.
Het dorpje heeft een uit ±1300 daterend dorpskerkje. In het dorp, dat door een fraaie rij linden langs de dorpsstraat gesierd wordt, staat een voormalig poorthuis annex paardenstal. De bovenetage van dit uit 1825 daterende gebouw dient als cultureel centrum en filmhuis, ook voor de aangrenzende dorpen. Men kan er trouwen.